# 高松コンストラクショングループ
株式会社高松コンストラクショングループ（英文商号：Takamatsu Construction Group Co., Ltd.）は、大阪市淀川区に本社を置く純粋持株会社であり、高松建設と青木あすなろ建設を中核として、金剛組やみらい建設工業を傘下に持つ。準大手ゼネコンに分類される。

## 概要
2008年5月、当時の高松建設の本業部門と一部の不動産部門を休眠会社であった「株式会社日本内装」へ移管して、高松建設を持株会社化することが決定された。その後、日本内装は「高松建設株式会社」、旧高松建設は「高松コンストラクショングループ」へと商号が変更され、2008年10月より「高松建設」は「高松コンストラクショングループ」へと移行することとなった。
グループ各社（一部を除く）のロゴマークのデザインは、髙松建設の筆記体の「T」をモチーフとしたロゴに準拠している。あすなろ道路では、あすなろ建設時代のロゴマークを使用している。

## 沿革
- 1917年（大正6年）10月 - 創業者・髙松留吉が大阪市に高松組を創業。
- 1965年（昭和40年）6月 - 株式会社髙松組を設立
- 1990年（平成2年）10月 - 株式会社髙松組から髙松建設株式会社（旧）に商号変更
- 1997年（平成9年）10月 - 大阪証券取引所第2部に上場
- 2000年（平成12年）1月 - 東京証券取引所第2部に上場
- 2000年（平成12年）10月 - 小松製作所系の小松建設工業株式会社の株式を取得、後にあすなろ建設株式会社へ商号変更。
- 2002年（平成14年）7月 - 株式会社青木建設（2001年12月民事再生法申請）の株式を子会社のあすなろ建設とともに取得し、同社および同社子会社の青木マリーン株式会社等をグループ傘下に収める。
- 2002年（平成14年）10月 - 髙松建設、あすなろ建設および青木建設の3社を基幹としてGWA（Green Wood Alliance）を結成 [注釈 3][注釈 4]
- 2004年（平成16年）4月 - あすなろ建設と青木建設が合併、青木あすなろ建設株式会社が発足
- 2005年（平成17年）3月 - 東京証券取引所、大阪証券取引所の市場第1部に指定替え。
- 2006年（平成18年）1月 - 新設子会社の新・金剛組が旧・金剛組より社寺建築事業を全面的に譲受。
- 2008年（平成20年）9月 - 青木あすなろ建設が、みらい建設工業など2社の、青木マリーンがテクノマリックスの全株式を取得。あわせて、やまと建設が株式会社エムズの株式を取得。
- 2008年（平成20年）10月 - 持株会社制へ移行。髙松建設株式会社（旧）が株式会社髙松コンストラクショングループに、主要事業を承継した株式会社日本内装が髙松建設株式会社（新）にそれぞれ商号変更。
- 2017年（平成29年）- 創業100周年。
- 2019年 (令和元年）11月 - 青木あすなろ建設に対するTOBが成立。100%子会社化。

## 歴代社長
- 朴木義雄：2008年 - 2012年
- 小川完二：2012年 - 2017年
- 吉武宣彦：2017年 -

## 主なグループ会社
- 髙松建設株式会社
- 髙松テクノサービス株式会社[注釈 5]
- 髙松エステート株式会社[注釈 6]
- 株式会社住之江工芸
- JPホーム株式会社
- 株式会社金剛組
- 株式会社中村社寺
- 株式会社ミブ・コーポレーション
- タカマツハウス株式会社
- 株式会社タカマツビルド
- 日本オーナーズクレジット株式会社
- 大昭工業株式会社
- 青木あすなろ建設株式会社
- 青木マリーン株式会社
- 東興ジオテック株式会社
- みらい建設工業株式会社
- 株式会社エムズ
- 株式会社島田組
- タカマツハウス関西株式会社
- TCG USA,Inc.

## かつてのグループ会社
- あおみ建設株式会社:青木建設が旧国土総合建設時代から保有していたが、2009年に合併相手先の佐伯建設工業の取引先のニチモ破綻の影響で不良債権が発生し、その影響で会社更生法を申請したことに伴い、グループから外れた。
- 新潟みらい建設株式会社:みらい建設工業から2011年に分離独立した企業。地元での競合他社の本間道路(本間組グループ)に譲渡され、グループから外れた。
- あすなろ道路株式会社:青木あすなろ建設が保有していたが、2023年に佐藤渡辺に譲渡され、グループから外れた。